# 横浜港シンボルタワー
横浜港シンボルタワー（よこはまこうシンボルタワー）は、神奈川県横浜市中区の本牧埠頭D突堤に所在する船舶通航信号所および展望施設の複合塔及び公園（港湾緑地）である。航路標識としての名称は本牧船舶通航信号所（ほんもくせんぱくつうこうしんごうしょ）。航路標識番号8106。高さ48.19m。所有は横浜市で、指定管理者は商船三井興産株式会社。

## 概要
横浜港に出入りする船舶のための信号所と、市民の憩いの場を兼ね備えた横浜港のシンボルとして建設が開始され、1986年（昭和61年）7月18日に完成した。この施設は本牧埠頭突端と大黒埠頭突端とを線で結んだ場合の、横浜港と東京湾との境となる位置に所在しており、横浜港に入出航する船舶の管制や、近隣を航行する船舶へ海上交通情報を提供するなど航路標識として大きな役割を担っている。
塔の上部には展望台（海抜42.4m）があり、開場時間内は無料で入場できる。移動手段は階段（約140段）のみで、エレベーター等は設置されていない。
CMやPV、ドラマ撮影に利用されることも多いが、商業目的での無許可撮影は禁止されている。
2006年（平成18年）11月3日にマレットゴルフ場がオープンした。
2019年（令和元年）9月9日から台風15号の影響により休園していたが、2020年（令和2年）1月31日、施設の一部を除き営業を再開。

### 信号板
塔には75°、160°、270°、345°の4方向に向けた信号板が設置され、航行する船舶に対し信号を表示している。信号板に表示される信号とその大意は以下の通り。意味の細部は、港則法施行規則で信号所ごとに個別に定められている。
- Iの文字の点滅 - 入航してよい。総トン数500トン以上は出航禁止。
- Oの文字の点滅 - 出航してよい。総トン数500トン以上は入航禁止。
- Fの文字の点滅 - 総トン数15,000トン未満の船は入出航してよい。
- Xの文字及びIの文字の交互点滅 - まもなくIの点滅に切り替わる。航路内の船は航行してよい。
- Xの文字及びOの文字の交互点滅 - まもなくOの点滅に切り替わる。航路内の船は航行してよい。
- Xの文字及びFの文字の交互点滅 - まもなくFの点滅に切り替わる。航路内の船は航行してよい。
- Xの文字の点滅 - まもなくXの点灯に切り替わる。航路内の船は航行してよい。
- Xの文字の点灯 - 指示された船以外は入出航禁止。

## 主な施設
- シンボルタワー（展望室、展望ラウンジ）
- 芝生マウンド
- マレットゴルフ場
- 売店
- 駐車場

## 展望台からの風景

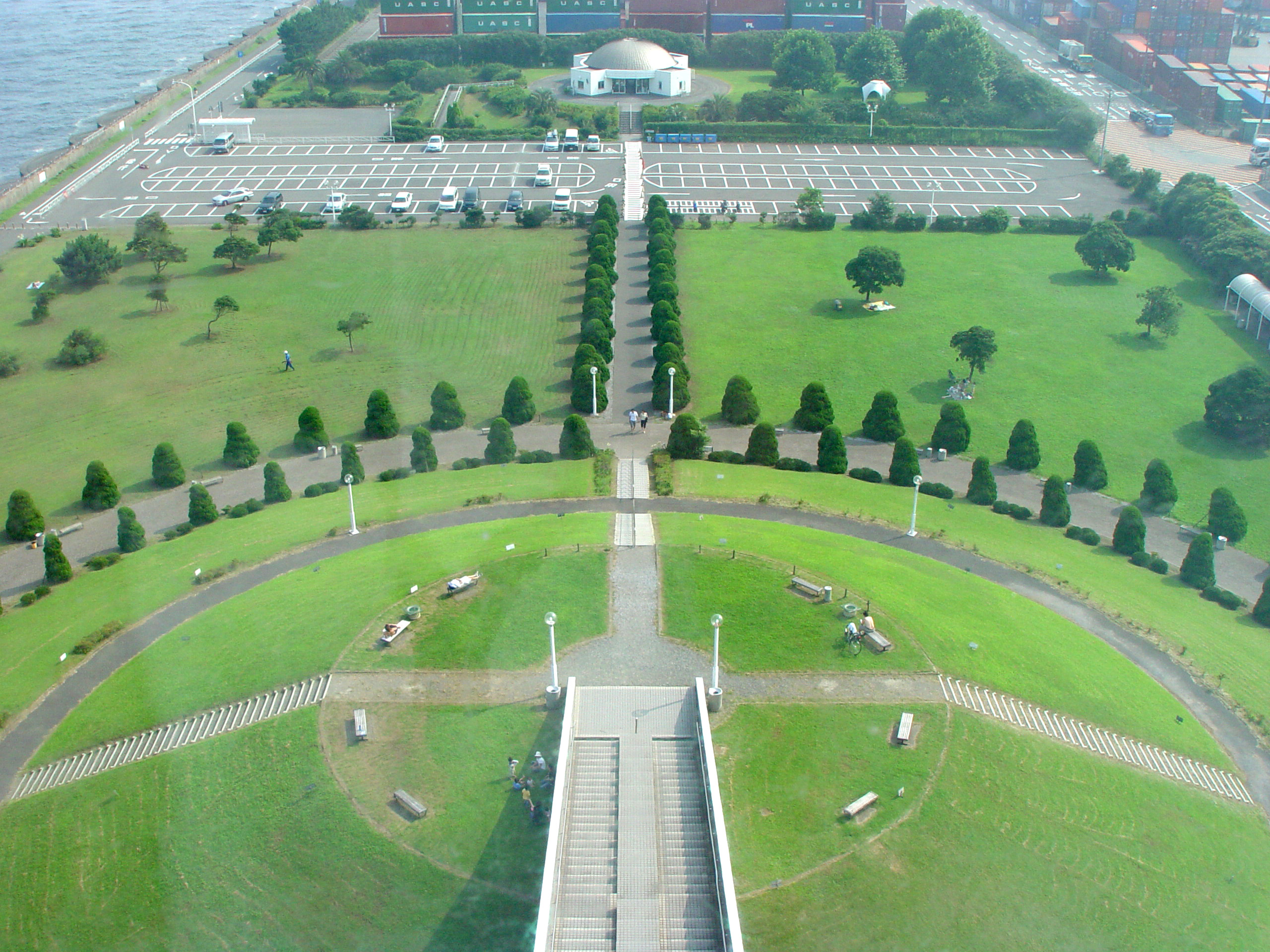
タワーの周囲は公園となっている。
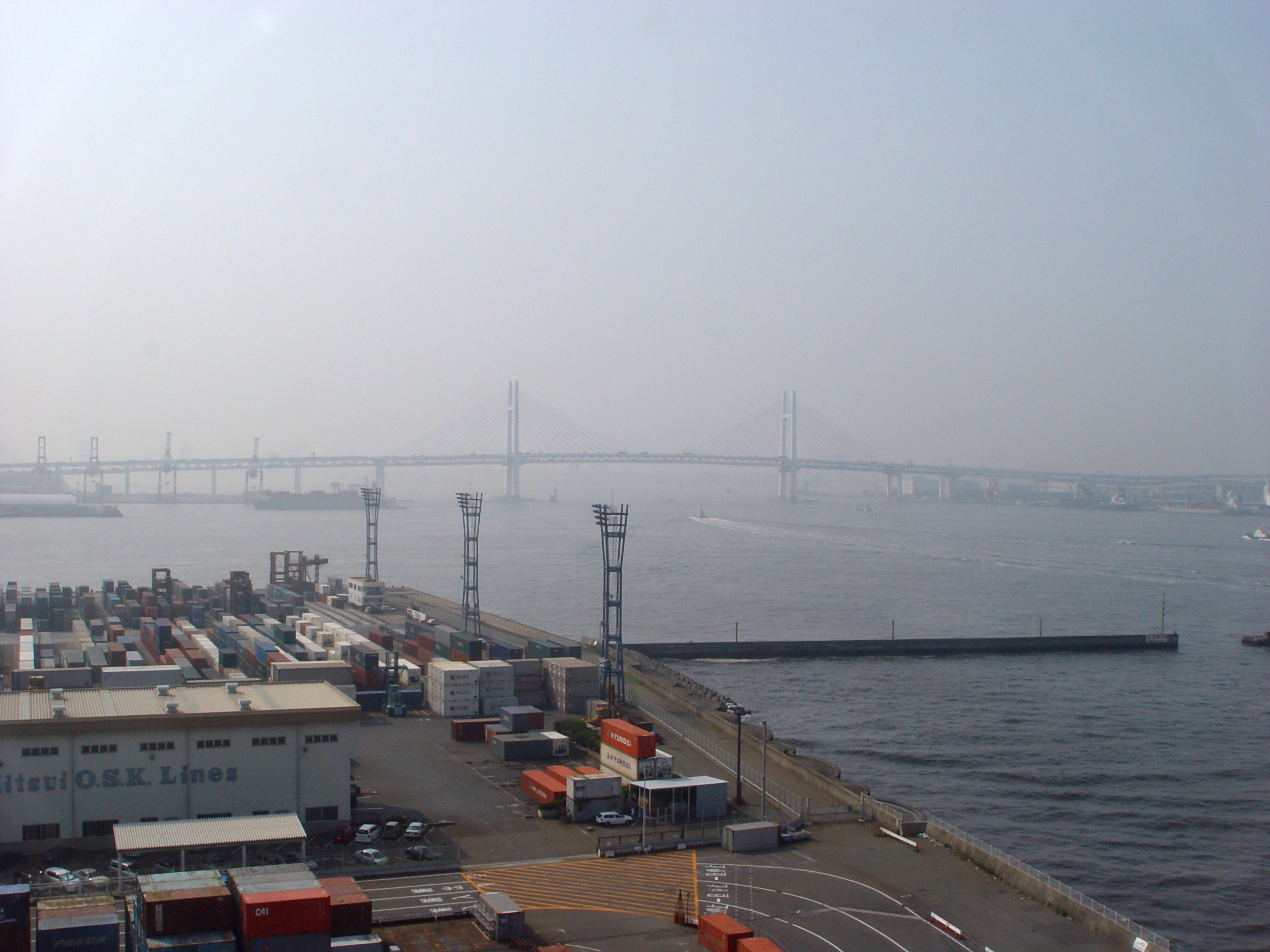
横浜ベイブリッジと本牧埠頭。

## 開場時間
期間内は曜日を問わず同一。
- 11月1日 - 2月28日：9時30分 - 16時0分
- 3月1日 - 7月20日、9月1日 - 10月31日：9時30分 - 17時30分
- 7月21日 - 8月31日：9時30分 - 20時0分

## 交通
横浜市街地からは離れた場所に所在している。山手駅からは5.5kmほど、石川町駅からは6kmほど。
- 横浜市営バス26系統「横浜港シンボルタワー」行き終点（横浜駅発桜木町駅経由）
- 有料駐車場あり

## コンサート会場などとしての利用
シンボルタワーがある広場はイベントやコンサート会場としても使用される。中でも1988年（昭和63年）8月14日に上演された「THE ALFEE ALL OVER JAPAN 4 ACCESS AREA -ACT4 YOKOHAMA LANDING BAHNat Hommoku Landing Stage-」では、7万人以上の動員があった。